# Wilhelm Adam
Wilhelm Adam, nemški general, * 15. september 1877, Ansbach, † 8. april 1949, Garmisch-Partenkirchen.

## Napredovanja
- Fähnrich (25. januar 1898)
- poročnik (10. marec 1899)
- nadporočnik (28. oktober 1905)
- stotnik (1. oktober 1911)
- major (14. december 1917)
- podpolkovnik (1. februar 1923)
- polkovnik (1. februar 1927)
- generalmajor (1. februar 1930)
- generalporočnik (1. december 1931)
- general pehote (1. april 1935)
- nazivni generalpolkovnik (1. januar 1939)

## Odlikovanja
- 1914 železni križec I. razreda
- 1914 železni križec II. razreda
- Kgl. Bayer. Prinz-Regent-Luitpold Jubiläums-Medaille
- Kgl. Bayer. Militär-Verdienstorden III. Klasse mit Schwertern
- Ritterkreuz I. Klasse des Kgl. Sächs. Albrechts-Ordens mit Schwertern
- Kgl. Bayer. Dienstauszeichnungskreuz II. Klasse
- Ehrenkreuz für Frontkämpfer
- Wehrmacht-Dienstauszeichnung IV. bis I. Klasse